# 千葉県道299号平和共興線
千葉県道299号平和共興線（ちばけんどう299ごう へいわきょうこうせん）は、千葉県匝瑳市内の県道（一般県道）である。

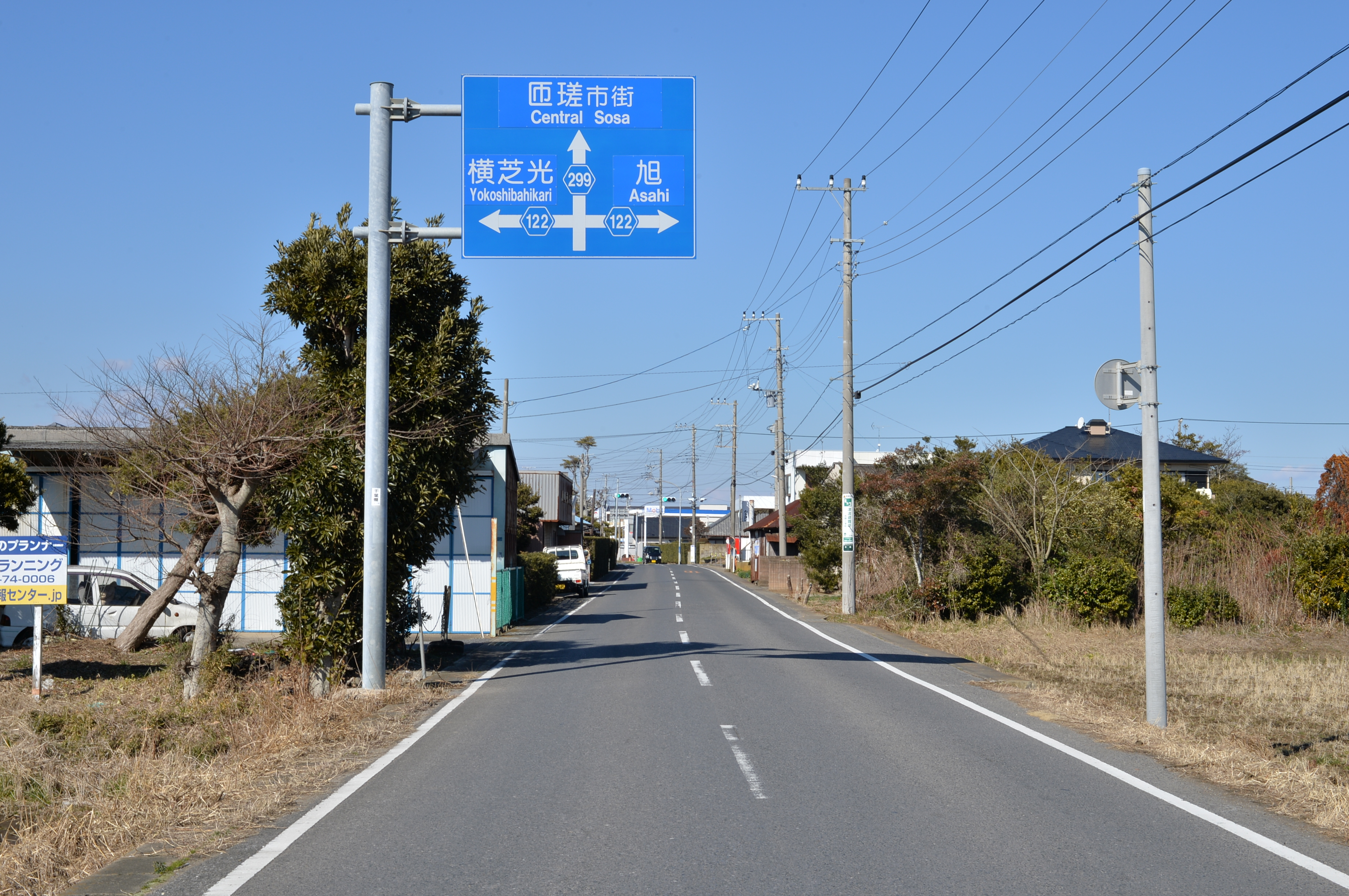
千葉県道299号平和共興線
匝瑳市吉崎（2015年2月）

## 概要
千葉県匝瑳市平木の千葉県道104号八日市場井戸野旭線との交点を起点とし、同市吉崎の千葉県道30号飯岡一宮線（九十九里ビーチライン）との交点を終点とする延長約5kmの路線。路線名の「平和」は匝瑳市（旧八日市場市）の昭和の大合併以前の旧自治体であった平和村、「共興」は同じく共興村を由来とする。

### 路線データ

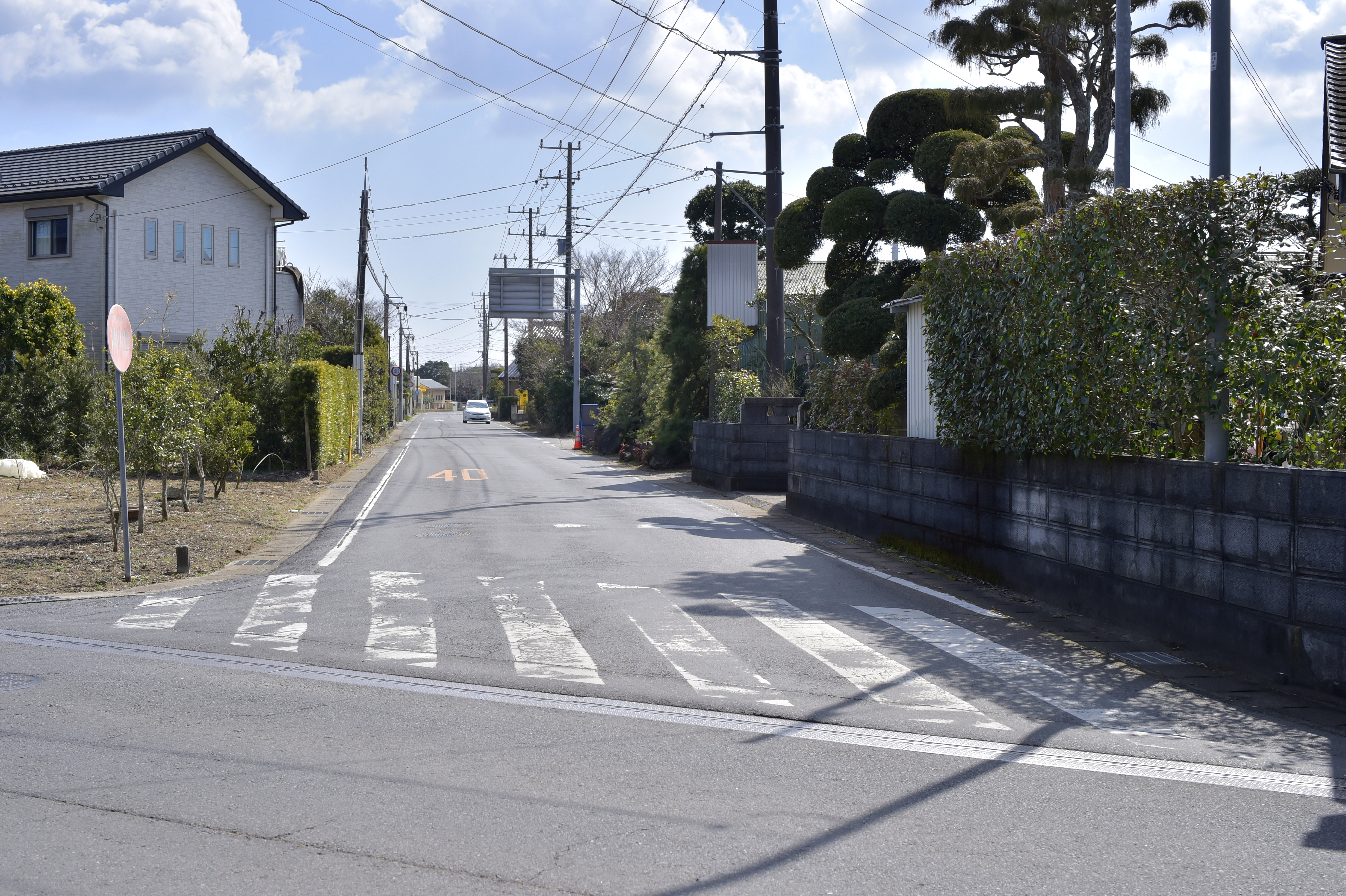
匝瑳市平木の県道104号交点（起点）にて、写真の奥へ伸びる道路が県道299号（2023年3月）

- 千葉県匝瑳市平木（千葉県道104号八日市場井戸野旭線交点）
- 千葉県匝瑳市吉崎（千葉県道30号飯岡一宮線交点）

## 地理

### 通過する自治体
- 千葉県
  - 匝瑳市

### 交差するおもな道路
- 千葉県道104号八日市場井戸野旭線（匝瑳市平木、起点）
- 千葉県道122号飯岡片貝線（匝瑳市吉崎）
- 千葉県道30号飯岡一宮線（匝瑳市吉崎浜、終点）